# Интимак (Ордабасинський район)
Интима́к (каз. Ынтымақ) — село у складі Ордабасинського району Туркестанської області Казахстану. Входить до складу Карааспанського сільського округу.
До 1999 року село називалось Казарма.
Населення — 113 осіб (2021; 153 у 2009, 176 у 1999, 112 у 1989).